# Муст

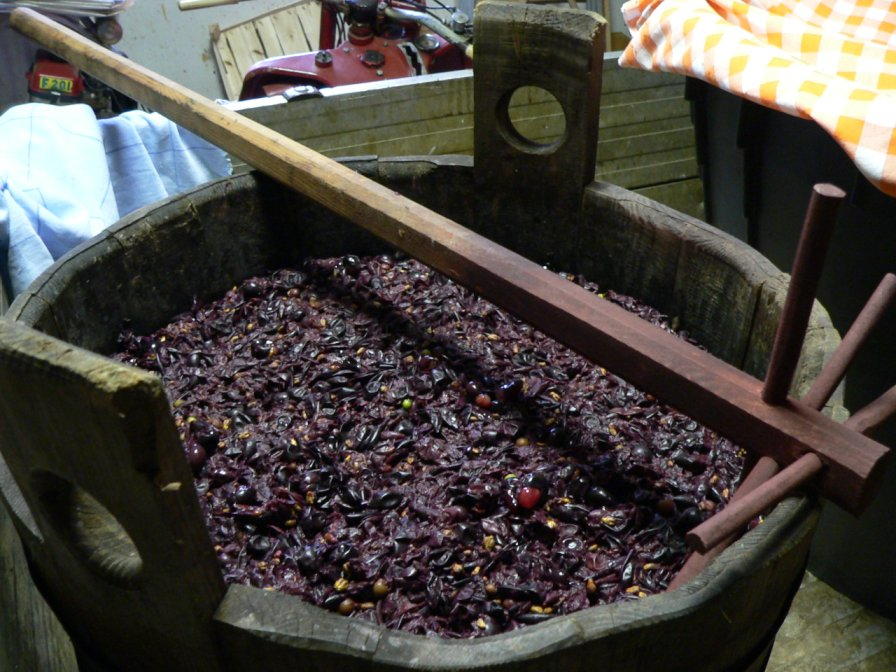
Пресування винограду для приготування сусла

Муст, або виноградне сусло — сік і тверді частини плодів, отримані пресуванням свіжого винограду. Муст зазвичай є зеленувато-жовтою або темно-червоною каламутною субстанцією із солодким присмаком. Він містить у розчині суміш цукрів (переважно глюкози і фруктози), кислот (винної, яблучної і т. д.), білкових, мінеральних і слизових речовин, а також ароматичні речовини, що надають соку та вину притаманний йому смак. Для отримання вина муст зброджується під дією дріжджів і бактерій (при цьому цукор перетворюється на спирт). Кінцевим продуктом бродіння є вино.

## Інтернет-ресурси
- Further information from the USCCB's Committee on Divine Worship
- Further information from the Liturgy Office of the Catholic Bishops' Conference of England and Wales